# Nacosura
Nacosura (Nacosuras), pleme američkih Indijanaca porodice Juto-Asteci, koje je u 16. stoljeću živjelo u sjeverozapadnom Meksiku uz rijeku Rio Moctezuma. Nacosure su govorile jezikom koji se klasificira užoj grupi Ópata, skupina Taracahitian, a najbliži srodnici su im Batuc Indijanci s kojima po jeziku pripadaju grupi kolektivno nazivanoj Teguima.
Njihovo selo (pueblo) zvalo se Nacosari, Real de Nacosari (Orozco y Berra).